# Adam Gottlob Casparini

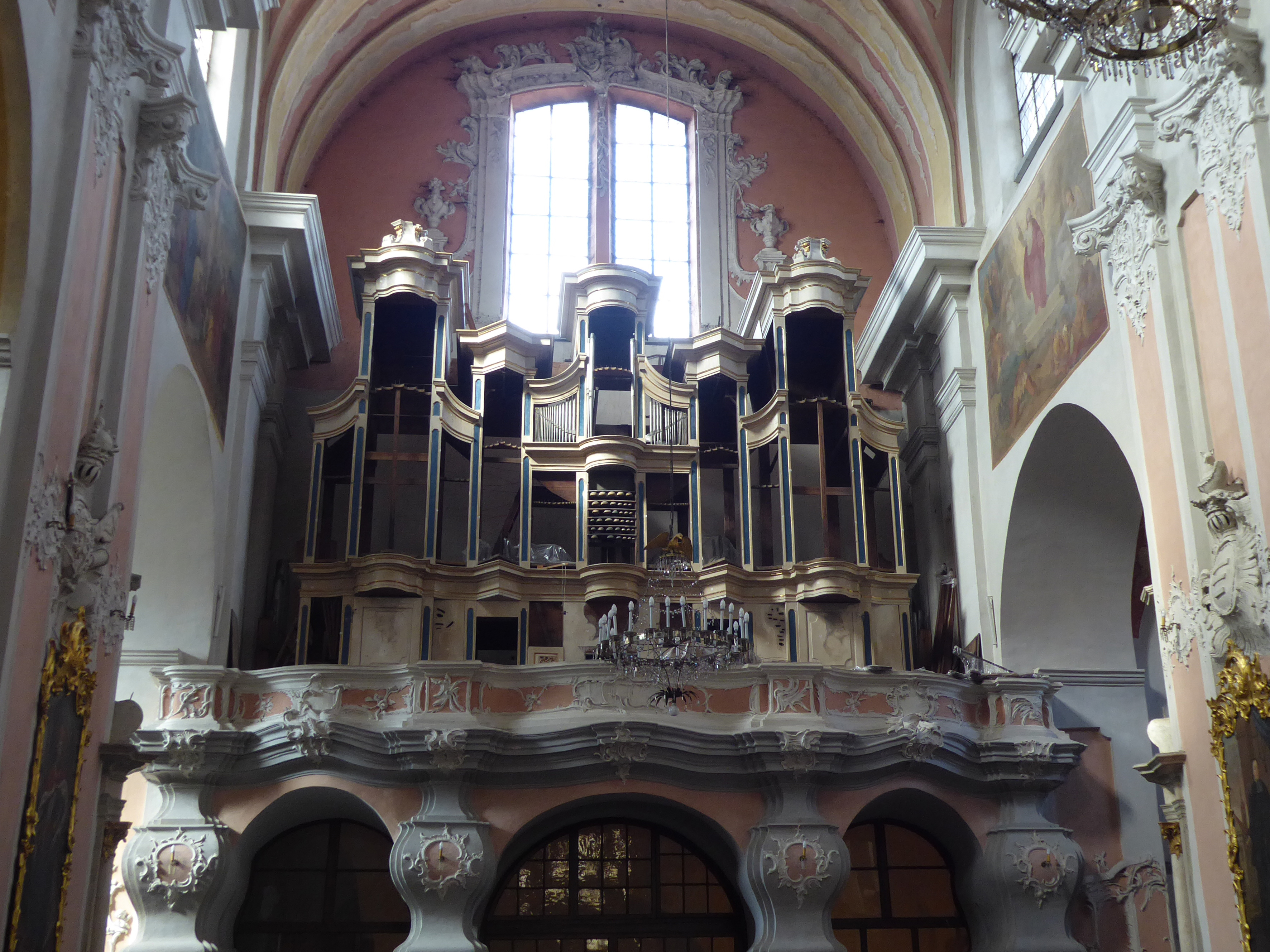
Organy Caspariniego w kościele św. Ducha w Wilnie (stan na 2019 r.)

Adam Gottlob Casparini (ur. 15 kwietnia 1715 we Wrocławiu; zm. 13 maja 1788 w Królewcu) – niemiecki organmistrz, syn Adama Horatio Caspariniego.
Naukę wykonywania organów rozpoczął w warsztacie rodzinnym, a doskonalił u organmistrza Trosta w latach 1735-1737. Później wyjechał do Prus Książęcych, gdzie pracował w zawodzie w Królewcu. Po śmierci swego krewnego Georga Caspariego objął po nim w 1741 stanowisko budowniczego organów w Królewcu. Zbudował co najmniej 24 organy (Ausra Motuzaite-Pinkeviciene w pracy doktorskiej podaje, że około 44) dla różnych świątyń w regionie, z tego kompletnie zachowały się do współczesności tylko jedne - wykonane w 1776 r. barokowe 31 głosowe, dwumanuałowe organy z pedałem dla kościoła Świętego Ducha w Wilnie.